# Hermann Beck (Jurist)
Hermann Beck (* 20. Oktober 1863 in Karlsruhe; † 2. März 1923 ebenda) war ein deutscher Richter.
Beck war von Anfang 1923 bis zu seinem Tod im März desselben Jahres kurzzeitig Präsident des Oberlandesgerichts Karlsruhe.